# Louise Lake (Kathleen River)
Der Louise Lake ist ein etwa 4,8 km² großer See, der sich 25 km südlich von Haines Junction im kanadischen Yukon-Territorium befindet.

## Lage
Der Louise Lake befindet sich im äußersten Osten der Kluane National Park and Reserve of Canada. Der See befindet sich auf einer Höhe von etwa 760 m in einer in Ost-West-Richtung verlaufenden Niederung flankiert im Norden und im Süden von den Bergen der Auriol Range, ein Gebirgszug im äußersten Osten der Saint Elias Mountains. Der See misst in Ost-West-Richtung 5,27 km und weist eine maximale Breite von 1,05 km auf. Von Westen fließt ihm der namenlose Abfluss des Sockeye Lake zu. In das südöstliche Ufer mündet der Victoria Creek. Der Louise Lake wird über einen kurzen namenlosen Abfluss zum östlich benachbarten Kathleen Lake hin entwässert. Entlang dem Südufer verläuft der Cottonwood Trail, ein 85 km langer Wanderweg, der in 4–6 Tagen begangen werden kann.